# Everson (Washington)
Everson az Amerikai Egyesült Államok északnyugati részén, Washington állam Whatcom megyéjében elhelyezkedő város. A 2010. évi népszámlálási adatok alapján 2481 lakosa van.
Az Ever Eversonról elnevezett település 1929. május 4-én kapott városi rangot. 2009 februárjában a lakosok egy csoportja javasolta Everson és Nooksack egyesülését Nooksack Valley néven; mivel számos szolgáltatást közösen tartottak fenn, az összevonással további költségcsökkentést érhettek volna el. A Bellingham Herald újság a felvetést a Bellinghamet létrehozó négy település egyesüléséhez hasonlította. Az összevonás végül nem valósult meg, mert a nooksacki önkormányzat a visszajelzésekre hivatkozva a folyamatot leállította.
A város iskoláinak fenntartója a Nooksack Valley Tankerület.

## Népesség
A 2010-es népszámláláskor a városnak 2481 lakója, 819 háztartása és 619 családja volt. A népsűrűség 710,9 fő/km2. A lakóegységek száma 864, sűrűségük 247,6 db/km2. A lakosok 75,3%-a fehér, 0,3%-a afroamerikai, 2,5%-a indián, 0,7%-a ázsiai,  16,6%-a egyéb, 4,5%-a pedig kettő vagy több etnikumú. A spanyol vagy latino származásúak aránya 28,9% (   )
A háztartások 45,8%-ában élt 18 évnél fiatalabb. 56,7% házas, 12% egyedülálló nő, 7% egyedülálló férfi, 24,4% pedig nem család. 19,9% egyedül élt; 8,1%-uk 65 éves vagy idősebb. Egy háztartásban átlagosan 3,03 személy élt; a családok átlagmérete 3,46 fő.
A medián életkor 28,9 év volt. A város lakóinak 32,2%-a 18 évesnél fiatalabb, 10,6% 18 és 24 év közötti, 28,9%-uk 25 és 44 év közötti, 20,1%-uk 45 és 64 év közötti, 8,1%-uk pedig 65 éves vagy idősebb. A lakosok 48,8%-a férfi, 51,2%-a pedig nő.

## Nevezetes személyek
- George Bernard „Bernie” Worrell, Jr., zeneszerző[15]
- Gordon Adam, olimpikon evezős[16]

## Fordítás
- Ez a szócikk részben vagy egészben  az   Everson, Washington című angol Wikipédia-szócikk ezen változatának fordításán alapul.  Az eredeti cikk szerkesztőit annak laptörténete sorolja fel. Ez a jelzés csupán a megfogalmazás eredetét és a szerzői jogokat jelzi, nem szolgál a cikkben szereplő információk forrásmegjelöléseként.